# Bureschias tuberosus
Bureschias tuberosus là một loài tò vò trong họ Ichneumonidae.